# Université polytechnique nationale d'Athènes
L’université polytechnique nationale d’Athènes (en grec moderne : Εθνικό Μετσόβιο Πολυτεχνείο, Ethnikó Metsóvio Polytechneío) fut fondée en 1836. Le siège de l'institution, situé rue Patissíon à côté du Musée national archéologique, fut érigé d'après les plans de l'architecte grec Lýsandros Kaftanzóglou (en). L'université polytechnique nationale d’Athènes resta jusque dans les années 1950 la seule institution à offrir un diplôme en ingénierie en Grèce.
Elle compte 700 professeurs et 10 000 étudiants répartis en 7 facultés et 33 départements. Elle participe aux échanges universitaires européens du réseau Top Industrial Managers for Europe.
Sur le plan politique, elle s'est illustrée notamment par les protestations étudiantes de 1973 contre la dictature de la junte des colonels.

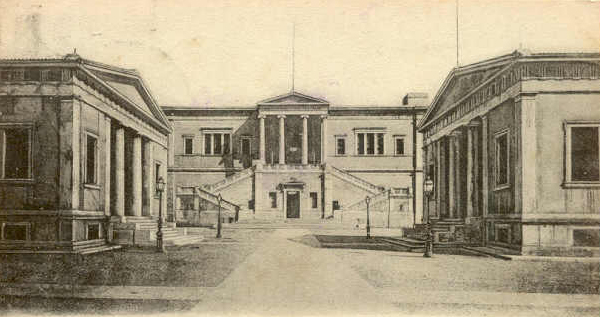
Une carte postale datant de 1900 montrant le campus de l'époque.

## Personnalités liées à l'université

### Anciens élèves
- Dimitris Anastassiou (en), ingénieur électricien et ingénieur biomédical.
- Dora Angelaki, neuroscientifique.
- Sofía N. Antonopoúlou, professeure et écrivaine.
- Geórgios Gennimatás, homme d'Etat grec.
- Constantine Dafermos, ingénieur de génie civil, professeur de mathématiques appliquées.
- Constantínos Daskalákis, professeur d'ingénierie électrique et d'informatique au MIT.
- Loukianos Kilaidonis (en), compositeur et chercheur.
- Eleni Diamanti, franco-grecque, spécialiste de physique quantique, directrice de recherche au CNRS.
- Dimitra Markovitsi (en), photochimiste, directrice de recherche émérite au CNRS.
- Élli Nikolaḯdi-Vasilikióti, architecte.
- Dimítris Pikiónis (en), architecte.
- Aléxis Tsípras, homme politique, ancien Premier ministre grec.
- Iannis Xenakis, compositeur, architecte.
- Kleóvoulos Klónis, scénographe et peintre.
- Maríka Zagorisíou, architecte.

### Professeurs
- Anastasía Tzákou, professeure d'architecture